# Апостроф
Апо́стро́ф (від грец. ἀπόστροφος — «звернений набік») — нелітерний орфографічний знак. Це графічний знак, який не позначає звука. За допомогою апострофа в українській мові відокремлюються йотовані голосні літери від попередніх губних приголосних та «р», наприклад: м’язи, бур’ян.
Апострофом також позначають пропущену кінцеву голосну попереднього слова перед початковою голосною наступного слова або розділяють приголосну префікса від кореня слова, наприклад: «Всіх панів до ’дної ями» (Павло Тичина).
У фонетичній транскрипції апострофом позначається м’якість приголосних — д’ад’ко (дядько).
Апостроф не входить до алфавіту і на розміщення слів у словниках не впливає.

## В українській мові

### Правила вживання
В українській мові апостроф пишеться перед я, ю, є, ї:
1. Після губних приголосних (б, п, в, м, ф): б’ю, п’ять, п’є, в’язи, у здоров’ї, м’ясо, рум’яний, тім’я, мереф’янський, В’ячеслав, Стеф’юк. Апостроф не пишеться, коли перед губним звуком є приголосний (крім р), який належить до кореня: дзвякнути, мавпячий, морквяний, свято, тьмяний, цвях, але: верб’я, торф’яний, черв’як. Коли такий приголосний належить до префікса, то апостроф пишеться, як і в тих же словах без префікса: зв’язок, зв’ялити, підв’язати, розм’якшити.
2. Після р (в кінці складу): бур’ян, міжгір’я, пір’я, матір’ю, кур’єр, на подвір’ї. Апостроф не пишеться, коли ря, рю, рє означають сполучення м'якого р із наступними а, у, е: буряк, буряний, крякати, рябий, ряд, крюк, Рєпін.
3. Після префіксів та першої частини складних слів, що закінчуються на твердий приголосний (я, ю, є, ї): без’язикий, від’їзд, з’єднаний, з’їхати, з’явитися, об’єм, під’їхати, роз’юшити, роз’яснити; дит’ясла, пан’європейський. Після префіксів із кінцевим приголосним перед наступними і, е, а, о, у апостроф не пишеться: безіменний, загітувати, зекономити, зокрема, зуміти.
4. Після першої частини складних слів: дит’ясла, транс’європейський.

Для слів іншомовного походження бувають і інші винятки написання з цих правил.

## Технічні особливості

### Кодування апострофа
Стандарт Юнікод передбачає декілька символів, що тією чи іншою мірою візуально схожі на апостроф.
Серед них основні такі:
| Вигляд | Код    | Назва за стандартом Юнікод  | HTML-код | Пояснення                              |
| ------ | ------ | --------------------------- | -------- | -------------------------------------- |
| '      | U+0027 | apostrophe                  | &#39;    | ASCII-апостроф1 (прямий, машинописний) |
| ’      | U+2019 | right single quotation mark | &rsquo;  | Одинарні закривальні лапки2            |
| ʼ      | U+02BC | modifier letter apostrophe  | &#700;   | Літера-апостроф3                       |

Пояснення:
↑  Апостроф із діапазону ASCII ('). Зазвичай виглядає як прямий (машинописний). Така форма з’явилася з появою друкарських машинок із метою зменшення кількості кнопок (заміняв і ‘, і ’, і “, і ”). Не відповідає за формою українському апострофові, проте застосовується через простоту введення.
↑  Одинарні закривальні лапки (’). Стандарт Юнікод рекомендує використовувати в англійській мові саме цей символ як апостроф — тобто використовувати його як для закриття одинарних лапок (he said ‘hello!’), так і всередині слів (don’t, doesn’t). Проте не всі згодні з цією порадою навіть стосовно англійської мови. [Архівовано 7 квітня 2016 у Wayback Machine.]
↑  Літера-апостроф (’). Виглядає подібно до попереднього символа. Стандарт Юнікод каже про цей символ таке: «гортанне зімкнення, абруптив, глоталізація; багато мов використовують цей символ як літеру абетки; використовується як маркер тону в бодо, догрі й майтхілі». Дехто вважає саме цей символ найправильнішим в ролі українського апострофа[неавторитетне джерело].
| \| Вигляд \| Код \| Назва за стандартом Юнікод \| HTML-код \| Пояснення \| \| ------ \| ------ \| --------------------------------- \| -------- \| ------------------------------------------------------- \| \| ` \| U+0060 \| grave accent \| &#96; \| символ гравісу \| \| ʻ \| U+02BB \| modifier letter turned comma \| &#699; \| en (ʻOkina) (полінезійські мови) \| \| ˮ \| U+02EE \| modifier letter double apostrophe \| &#750; \| подвійний апостроф (ненецька мова) \| \| ՚ \| U+055A \| armenian apostrophe \| &#1370; \| вірменський апостроф \| \| Ꞌ \| U+A78B \| latin capital letter saltillo \| &#42891; \| велика es (saltillo) \| \| ꞌ \| U+A78C \| latin small letter saltillo \| &#42892; \| мала es (saltillo) \| \| ＇ \| U+FF07 \| fullwidth apostrophe \| &#65287; \| повноширинний апостроф (китайська, японська, корейська) \| |        |                                   |          |                                                         |
| Вигляд | Код    | Назва за стандартом Юнікод        | HTML-код | Пояснення                                               |
| ` | U+0060 | grave accent                      | &#96;    | символ гравісу                                          |
| ʻ | U+02BB | modifier letter turned comma      | &#699;   | en (полінезійські мови)                                 |
| ˮ | U+02EE | modifier letter double apostrophe | &#750;   | подвійний апостроф (ненецька мова)                      |
| ՚ | U+055A | armenian apostrophe               | &#1370;  | вірменський апостроф                                    |
| Ꞌ | U+A78B | latin capital letter saltillo     | &#42891; | велика es                                               |
| ꞌ | U+A78C | latin small letter saltillo       | &#42892; | мала es                                                 |
| ＇ | U+FF07 | fullwidth apostrophe              | &#65287; | повноширинний апостроф (китайська, японська, корейська) |

### Уведення з клавіатури
Зазвичай англійська розкладка QWERTY для клавіатури персонального комп’ютера містить прямий апостроф (див. іл. 1). Сучасні українські розкладки типу ЙЦУКЕН також часто містять щонайменше прямий апостроф (див. іл. 2) — але є певні нюанси.'
Подробиці за розкладками:
- «Стара» українська розкладка Microsoft Windows (що була єдиною українською розкладкою клавіатури, яка постачалася в комплекті з Windows 95 — Windows XP, але все ще може бути (ймовірніше, помилково) встановлена в Windows Vista — новітніх Windows) не містила апострофа. На місці апострофа розташовувалася російська літера «ё», непотрібна для вводу українського тексту. Відповідно для введення апострофа в Windows 95 — Windows XP потрібно використовувати інші методи.
- «Нова» українська розкладка Microsoft Windows (що доступна, починаючи з Windows Vista, а починаючи з Windows 8, є типовою українською розкладкою) містить прямий апостроф у звичайному для українських розкладок місці (див. іл. 2). Якщо натискання клавіші `/~ призводить до вставки літери «ё», ймовірніше за все у Вас помилково встановлена «стара» українська розкладка замість «нової». Тим не менш, навіть «нова» українська розкладка не містить інших апострофів (U+2019 і U+02BC) і для їхнього введення, можливо, доведеться застосовувати інші методи.
- Стандартна українська розкладка клавіатури в macOS за замовчуванням містить літеру-апостроф U+02BC.
- Розкладка клавіатури «Ukrainian Unicode» (що використовується як типова українська розкладка в більшості сучасних дистрибутивів GNU/Linux і також може бути встановлена власноруч у Windows чи macOS) включає:
  - прямий апостроф — вставляється натисканням звичайної для українських розкладок клавіші (див. іл. 2) (без Shift);
  - апостроф U+02BC — вставляється натисканням звичайної для українських розкладок клавіші разом із Shift;
  - апостроф U+2019 — вставляється натисканням комбінації правий Alt+⇧ Shift+2.
- Стара версія розкладки клавіатури «Ukrainian Unicode» мала дещо іншу поведінку:
  - апостроф U+02BC вставлявся натисканням звичайної для українських розкладок клавіші (див. іл. 2) (без Shift);
  - прямий апостроф вставлявся натисканням звичайної для українських розкладок клавіші разом з Shift.

Ви потенційно можете стикнутися зі старою версією «Ukrainian Unicode», використовуючи GNU/Linux, що давно повністю не оновлювався, або якщо «Ukrainian Unicode» був встановлений у Windows/macOS користувачем до 10.09.2015/14.09.2015 (відповідно).

#### Інші методи
- Microsoft Windows дає змогу вводити прямий апостроф і апостроф U+2019 за їхніми десятковими кодами (не юнікодними, а однобайтових кодувань) з використанням NumLock-клавіатури. Для цього:
  1. Переконайтеся, що en (NumLock) увімкнений.
  2. Затисніть Alt.
  3. Далі на цифровій клавіатурі введіть:
    - для прямого апострофа — 39 (несуттєво, починати з нуля чи ні);
    - для апострофа U+2019 — 0146 (починати з нуля обов’язково).

  4. Відпустіть Alt.

Також Windows дозволяє вводити символи за їх шістнадцятковими кодами Юнікоду. Але це працює лише у випадку наявності (на момент завантаження профілю користувача) значення HKEY_CURRENT_USER/Control Panel/Input Method/EnableHexNumpad = 1 (типу REG_SZ) в системному реєстрі — встановлення якого може бути нетривіальним для новачка. Якщо воно наявне, будь-які символи Юнікоду можна вводити так: затиснути Alt → ввести + (на цифровій клавіатурі) → ввести шістнадцятковий код (на будь-якій клавіатурі) → відпустити Alt.
- Microsoft Word дозволяє вводити прямий апостроф, натискаючи Ctrl+є і відразу за цим є. Але це стосується лише конкретного текстового процесора. Цей спосіб не спрацює в вебоглядачі чи інших програмах.
- Використати іншу розкладку:
  - Або тимчасово перемкнутися на англійську, натиснути звичайну для англійської розкладки клавішу (для QWERTY — див. іл. 1) і перемкнутися назад на українську.
  - Або назовсім встановити зручнішу розкладку (наприклад, «Ukrainian Unicode»; або просто «українську розширену», якщо Ваш Windows підтримує це (тобто не старіший за Vista) і Вас влаштовує наявність лише прямого апострофа).

#### Автоматична заміна
Деякі застосунки та сайти виконують автоматичну заміну введеного апострофа на інший тип, який «вважають» доречнішим. Наприклад, текстовий процесор може автоматично замінювати прямий апостроф на U+2019 (бо саме він є рекомендованим для англійської мови) (або на U+2018 ‘ LEFT SINGLE QUOTATION MARK, якщо «вважає» це одинарними лапками). В такому випадку не допоможе навіть введення з цифрової клавіатури, бо заміна однаково виконується після введення.

### Доменні імена
Домени .ua, .укр і .name, що дають змогу реєструвати інтернаціоналізовані доменні імена з українськими літерами, дозволяють вживати в них апостроф. При цьому під апострофом мається на увазі саме і лише літера-апостроф (ʼ U+02BC modifier letter apostrophe).
Проте не всі домени, що підтримують інтернаціоналізовані доменні імена з українськими літерами, дозволяють використовувати апостроф (наприклад: .com, .net, .org, .pl, а також .adult, .nokia, .porn, .sap, .sex, .xxx, .онлайн, .орг, .сайт — станом на 27.06.2016 не дозволяють).

## У графіці інших мов

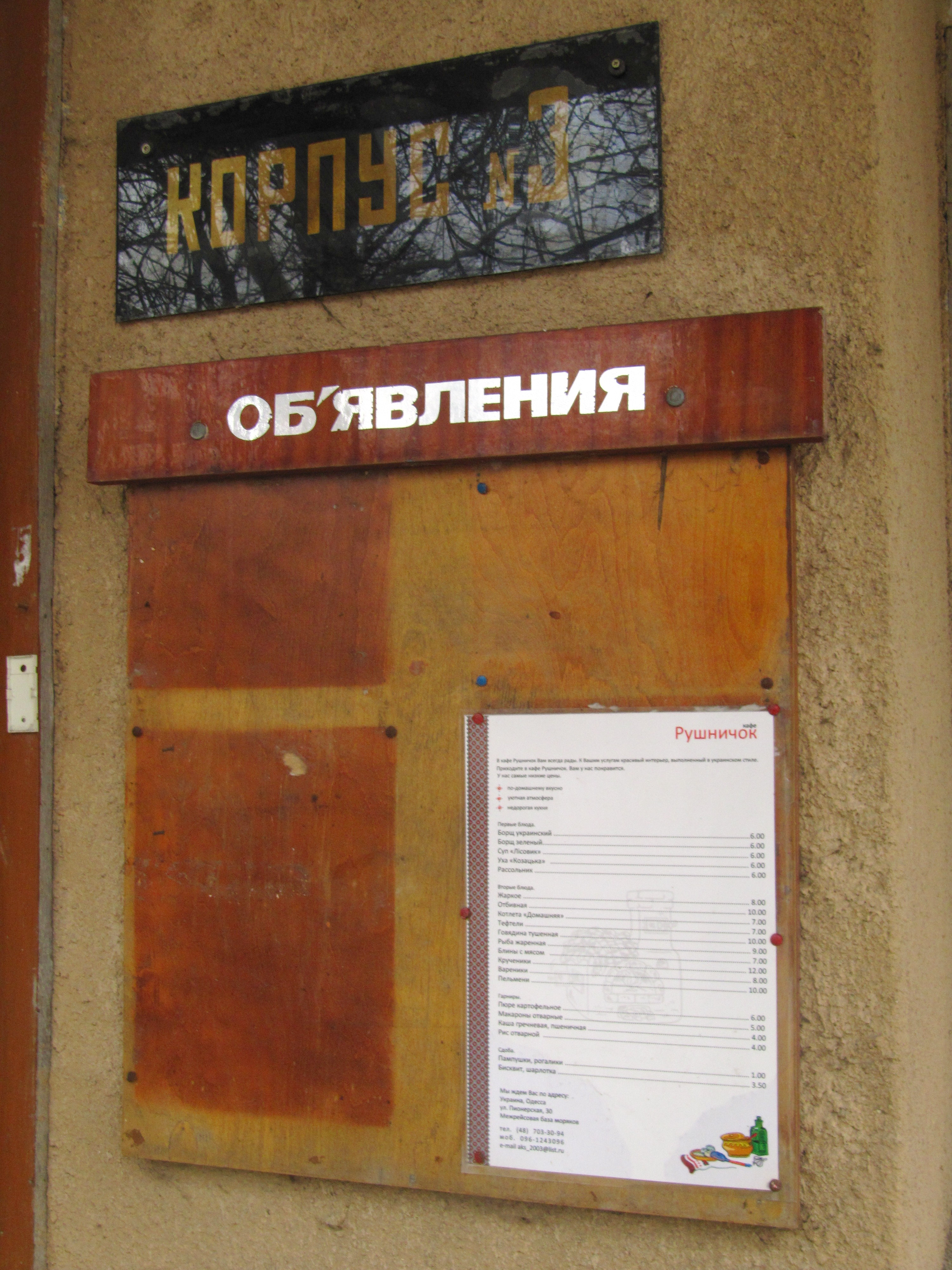
«Об’явления». Одеса

Найчастіше в європейських та інших мовах апостроф використовується на місті пропущених або опущених літер: д’Артаньян — де Артаньян (фр.), Л’Аквіла — Ла Аквіла (іт.), тре’ — треба (укр.).

### Російська
У російській мові апостроф використовують в таких випадках:
- Його використовують у деяких перекладених іноземних іменах, наприклад: Жанна д’Арк, О’Коннор, Д’Артаньян.
- Для відділення російських закінчень і суфіксів від початкової частини слова, записаної латиницею (рос. c-moll’ная увертюра, рос. пользоваться E-mail’ом, рос. перевод A. Préchac’а). У редакції «Правил російської орфографії та пунктуації» за 2006 рік, що була схвалена Орфографічною комісією РАН, але офіційно в дію не вступила, не йдеться про будь-які стилістичні обмеження[24].

### Білоруська
У білоруській мові апостроф використовується як розділовий знак між приголосним і голосним:
- після префіксів, що закінчуються на приголосний, перед е, ё, ю, я і натискним і: ад’езд, аб’ём, аб’я́ва, аб’ядна́цца, пад’ё́мны, раз’ю́шыцца, між’я́русны, аб’і́нець, уз’ядна́нне, ад’юта́нт, ін’е́кцыя, кан’юнкту́ра;
- в середині слова після губних б, в, м, п, ф, задньоязикових г, к, х, зубних д, т і тремтячого р перед літерами е, ё, і, ю, я: б’ецца, вераб’і, В’етнам, інтэрв’ю, сям’я, Дзям’ян, Камп’ен, куп’ё, куп’істы, п’юць, саф’ян, Пракоф’еў, Пракоф’евіч, Мантэг’ю, Лук’ян, Х’юстан, Аж’е, Ч’япа, Буш’е, Д’еп, бар’ер, надвор’е, Грыгор’еў, Юр’еў, Мар’іна Горка;
- у складних словах із першою частиною дво-, три-, чотири-, багато- перед буквами е, ё, ю, я: двух’ярусны, трох’ярусны, шмат’ядзерны, шмат’ёмісты.

Апостроф не пишеться:
- після ў (в інфінітиві) перед літерами е, ё, і, ю, я: абаўецца, саўюць, салаўі.

### Англійська
Основне застосування апострофа в англійській мові — для позначення:
- пропущених літер у разі скорочення: Look what you’ve (you have) done — Подивися, що ти наробив.
- присвійного відмінка іменників: Sod’s Law! — Закон підлості!
- множини окремих символів: p’s, q’s тощо.

### Піньїнь (китайська мова)
У системі позначення звуків китайської мови за допомогою латинської абетки (піньїнь) апостроф використовується для розрізнення на письмі двох складів, другий із яких починається з голосної, та подібного до них одного складу, наприклад: pi'ao (皮袄 / пі'ао, «шкіряна куртка») та piao (票 / пяо, «квиток»), qi'e (企鹅 / ці'е, «пінгвін») та qie (茄 / цє, «баклажан») тощо.

## Цікаві факти

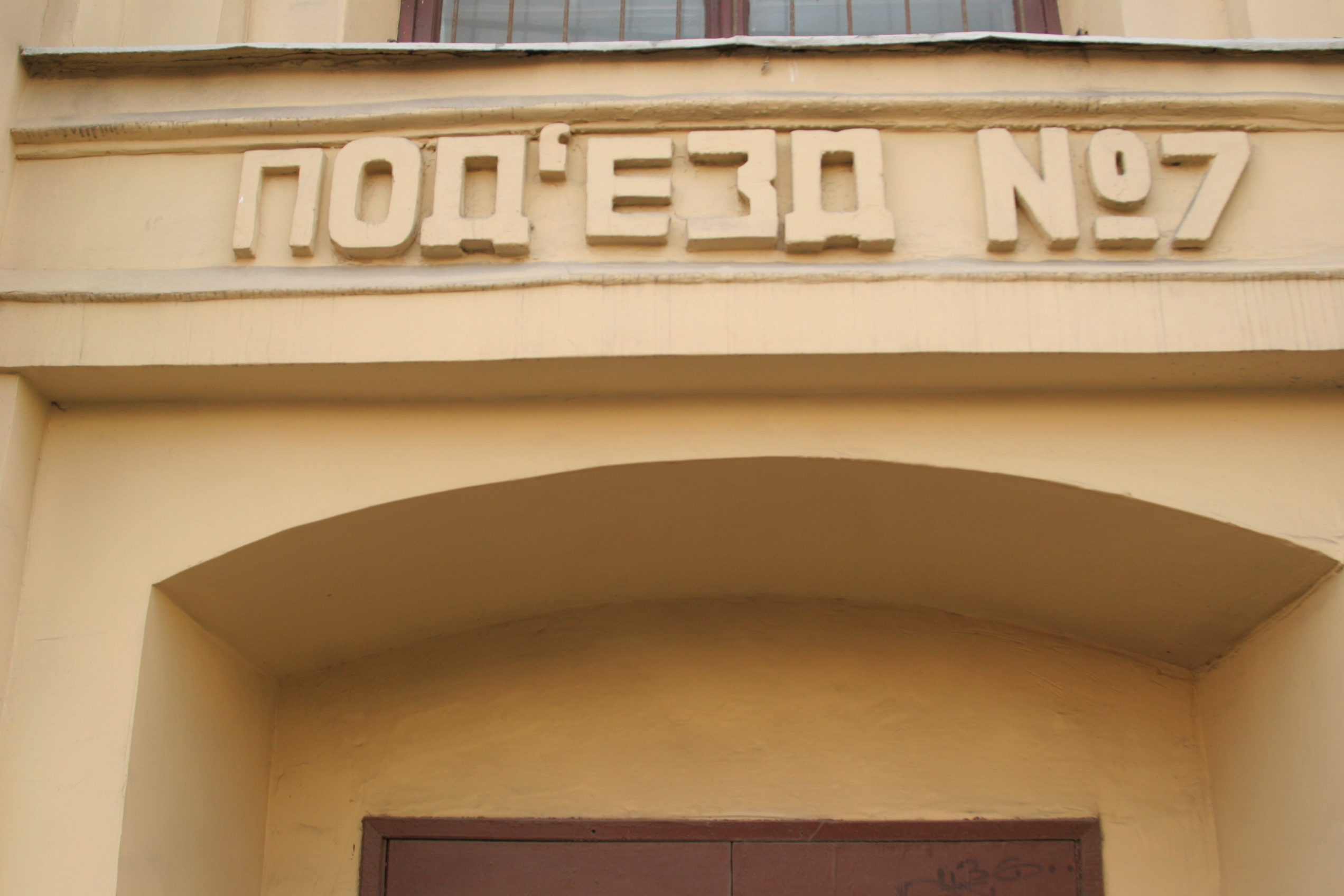
Написи над входами до московського Політехнічного музею

- Апостроф за необхідності застосовують для позначення м'яких приголосних у фонетичній транскрипції, зокрема, для праслов'янської мови — символ ь передає там особливий надкороткий голосний. Цікаво, що в старослов'янському письмі, коли знак «ь» ще передавав редукований голосний, для позначення м'якості використовували (поряд з циркумфлексом над приголосним) значок, дуже схожий на апостроф[25].
- Під час виконання реформи російської орфографії 1918 року разом з друкарськими літерами для «і», «ѣ», «ѳ», з друкарень були вилучені й літери для «ъ» — хоча реформа скасувала лише написання твердого знака наприкінці слів, а не його вживання взагалі. Брак літер призвів до того, що за розділовий знак стали широко застосовувати апостроф: у 1920—1930-х роках (у газетах до 1950-х) його використовували для слів об'явление, с'езд, под'езд та ін.[26]. Як єдиний варіант розділового знака «ъ» був затверджений у 1956 році[27], дешеві моделі друкарських машинок без символа «ъ» випускали й пізніше. Таблички з написами «Под'езд» досі можна побачити на будівлі московського Політехнічного музею.
- Для слів з коренем свят- прийнято написання без апострофа, хоча йотованому [ja] там передує традиційно твердий [v]. У такій само формі слово наведено в Словарі української мови Б. Д. Грінченка, а автор пояснює подібний вжиток тим, що «так і вимовляє ці слова українська інтелегенція», зазначаючи при цьому, що «народна вимова відрізняється від такої вимови» (наведені варіанти святий, сьватий, светий, сятий). Б. Грінченко називає це питання «не дослідженим достатньою мірою», згадує про зібрані на початок XX ст. матеріали до нього (Житецкій, Очеркъ звуковой исторіи малоросійскаго нарѣчія, 250; Науменко, Обзоръ фонетическихъ особенностей малоросійской рѣчи, 43; Верхратський, Про говор галицьких лемків, 62, 63.; Гринченко, Отзывъ о сочиненіяхъ А. Н. Малинки, 61—62)[28].